# Суперэллипс

Суперэллипс при n = 1/2, a = b = 1

Суперэллипс при n = 3/2, a = b = 1

Сквиркл, суперэллипс при n = 4, a = b = 1

Суперэллипс (кривая Ламе) — геометрическая кривая, задаваемая в декартовых координатах уравнением
{\displaystyle \left|{\frac {x}{a}}\right|^{n}\!+\left|{\frac {y}{b}}\right|^{n}\!=1}
где n, a и b — положительные числа.
Формула задаёт замкнутую кривую, ограниченную прямоугольником −a ≤ x ≤ +a и −b ≤ y ≤ +b. Параметры a и b называются полуосями или полудиаметрами кривой.
Когда n заключено между 0 и 1, суперэллипс выглядит как четырёхконечная звезда с вогнутыми сторонами. В частности, при n = 1/2 стороны звезды являются параболами.
Когда n = 1, кривая представляет собой ромб с вершинами (±a, 0) и (0, ±b). При n в промежутке от 1 до 2 кривая выглядит как ромб с выпуклыми сторонами.
При n = 2 кривая превращается в эллипс (в частности, при a = b — в окружность). При n > 2, кривая выглядит как прямоугольник со скруглёнными углами. В точках (±a, 0) and (0, ±b) кривизна кривой равна нулю.
При n < 2 кривая иногда называется «гипоэллипсом», а при n > 2 — «гиперэллипсом».
Экстремальные точки суперэллипса равны (±a, 0) и (0, ±b), а координаты «углов» (то есть точек пересечения с диагоналями описанного прямоугольника) — (±sa, ±sb), где {\displaystyle s=2^{-1/n}}).

## Алгебраические свойства

Анимация: суперэллипсы при различных n

Когда n представляет собой ненулевое рациональное число p/q, суперэллипс представляет собой алгебраическую кривую. Для положительных n порядок равен pq, для отрицательных — 2pq. В частности, когда a = b = 1 и n чётное целое, суперэллипс представляет собой кривую Ферма степени n. В этом случае она не является сингулярной, хотя в общем случае сингулярна.
Например, если x4/3 + y4/3 = 1, то кривая является алгебраической кривой степени 12 третьего рода, задаваемая неявным уравнением
{\displaystyle (x^{4}+y^{4})^{3}-3(x^{4}-3x^{2}y^{2}+y^{4})(x^{4}+3x^{2}y^{2}+y^{4})+}
{\displaystyle +3(x^{4}+y^{4})-1=0,}
или параметрическим уравнением
{\displaystyle \left.{\begin{aligned}x\left(\theta \right)&=\pm a\cos ^{\frac {2}{n}}\theta \\y\left(\theta \right)&=\pm b\sin ^{\frac {2}{n}}\theta \end{aligned}}\right\}\qquad 0\leq \theta <{\frac {\pi }{2}}}
или
{\displaystyle {\begin{aligned}x\left(\theta \right)&={|\cos \theta |}^{\frac {2}{n}}\cdot a\operatorname {sgn}(\cos \theta )\\y\left(\theta \right)&={|\sin \theta |}^{\frac {2}{n}}\cdot b\operatorname {sgn}(\sin \theta ).\end{aligned}}}
Площадь суперэллипса выражается формулой
{\displaystyle S=4ab{\frac {\left(\Gamma \left(1+{\tfrac {1}{n}}\right)\right)^{2}}{\Gamma \left(1+{\tfrac {2}{n}}\right)}}.}

## Обобщения

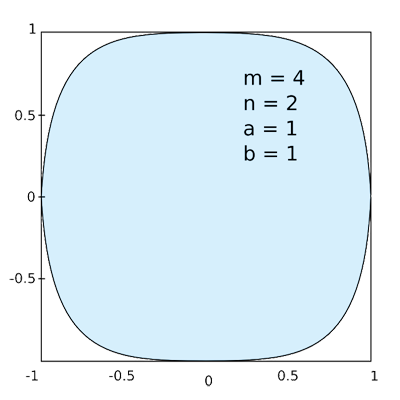
Пример обобщённого суперэллипса с m ≠ n

Суперэллипс можно обобщить в виде:
{\displaystyle \left|{\frac {x}{a}}\right|^{m}+\left|{\frac {y}{b}}\right|^{n}=1;\qquad m,n>0.}
или
{\displaystyle {\begin{aligned}x(\theta )&={|\cos \theta |}^{\frac {2}{m}}\cdot a\operatorname {sgn}(\cos \theta )\\y(\theta )&={|\sin \theta |}^{\frac {2}{n}}\cdot b\operatorname {sgn}(\sin \theta ).\end{aligned}}}
(здесь {\displaystyle \theta } — параметр, который не следует интерпретировать как угол).

## История
Суперэллипс в виде уравнения в декартовых координатах как обобщение обычного эллипса впервые предложил Габриель Ламе (1795—1870).
Иногда «изобретение» суперэллипса ошибочно приписывают датскому поэту и учёному Питу Хейну (1905—1996). В 1959 году архитектурное управление Стокгольма объявила конкурс на проектирование круговой развязки вокруг площади Сергельсторг. Пит Хейн стал победителем конкурса, предложив транспортное кольцо в виде суперэллипса с n = 2,5 и a/b = 6/5. Реконструкция площади была завершена в 1967 году. Хейн использовал суперэллипс в других дизайнерских разработках — кроватях, тарелках, столах. Вращая суперэллипс вокруг длинной оси, он получил «суперъяйцо», которое стало популярной игрушкой, поскольку в отличие от обычного яйца могло стоять на плоской поверхности.
В 1968 году, когда делегации на переговорах в Париже по вьетнамской войне не могли прийти к согласию о форме стола, был предложен стол в виде суперэллипса. Суперэллиптическую форму имеет стадион «Ацтека» в Мехико, главный стадион Олимпийских игр 1968 года.
Валдо Тоблер в 1973 году разработал картографическую проекцию, известную как гиперэллиптическая проекция Тоблера, в которой меридианы представляют собой суперэллипсы.
Шрифт Melior, созданный Германом Цапфом в 1952 году имеет суперэллиптические буквы «o». Считается, что Цапф выбрал форму буквы интуитивно, не имея понятия о математическом содержании этой формы, и только позже Пит Хейн отметил сходство элементов некоторых букв шрифта с суперэллипсами. 30 лет спустя Дональд Кнут встроил в семейство своих шрифтов Computer Modern возможность выбора между настоящими эллипсами и суперэллипсами (обе формы апроксимировались кубическими сплайнами).
На логотипе футбольной команды «Питтсбург Стилерз» изображены три четырёхугольных звезды, которые представляют собой суперэллипсы с n = 0,5.
В мобильной операционной системе iOS, начиная с версии 7, суперэллипсы используются для формирования внешнего контура иконок (вместо квадратов со скруглёнными углами) и группировки иконок (вместо прямоугольников со спрямлёнными углами). В iOS используются параметры a = b = 60 и n = 5.